# 新坎皮纳
新坎皮纳是巴西圣保罗州的一个市镇。总面积385.328平方公里，总人口8385人，人口密度21.8人/平方公里。